# Jagdgeschwader 27
27-я истребительная эскадра (нем. Jagdgeschwader 27, (JG27)) — эскадра истребителей люфтваффе. Поскольку основная слава к эскадре пришла во время боевых действий в Северной Африке, в литературе встречается её неофициальное название «Африка». В составе эскадры воевал лучший немецкий лётчик Западного фронта Ганс-Йоахим Марсель.
Эскадра была сформирована в конце 1939 — начале 1940 годов. Она участвовала во французской кампании и в Битве за Англию. В ноябре 1940 года JG27 передислоцировалась в Германию, а с начала 1941 года группы II./JG27 и III./JG27 участвовали в Балканской кампании. Группа I./JG27 попала в Северную Африку вместе с посылаемым на новый театр военных действий Африканским корпусом. Летом группа III./JG27 в течение небольшого промежутка времени базировалась на Сицилии, а группа II./JG27 участвовала в операции «Барбаросса» в составе группы армий «Центр» (район Вильнюс — Смоленск). К концу 1941 года все группы были переброшены в Северную Африку, где и оставались до конца ноября 1942 года. В 1943 году подразделения JG27 были разбросаны по всем фронтам. Штаб полка дислоцировался в Вене и в Афинах, I./JG27 сражалась во Франции (Шербур), II./JG27 — на Сицилии и в Италии, III./JG27 — в Греции и на островах Додеканеса. В марте в Греции сформировали новую группу — IV./JG27, которая оставалась там до марта 1944 года. В середине 1943 года группы I. и II./JG27 были включены в систему ПВО Рейха (Австрия и южная Германия), а группы III. и IV./JG27 участвовали в боях во Франции, оказавшись позже в западной части Германии. В 1945 году эскадра сражалась в Южной Германии и Чехословакии.
В ходе Второй мировой войны лётчики JG27 одержали около 2700 побед, 250 из них — на Восточном фронте. Эскадра потеряла 400 лётчиков убитыми, 250 ранеными и 70 пленными.

## Состав эскадры

### Geschwaderkommodoren (командиры эскадры)
| командующий                    | период                                | примечания                                                 |
| ------------------------------ | ------------------------------------- | ---------------------------------------------------------- |
| оберст-лейтенант Макс Ибель    | 1 октября 1939 — 10 октября 1940 года | назначен комендантом JFS 4 в Фюрте                         |
| и. о. майор Бернхард Вольденга | 11 — 22 октября 1940 года             | назначен командиром JG77                                   |
| майор Вольфганг Шельман        | 22 октября 1940 — 22 июня 1941 года   | погиб                                                      |
| майор Бернхард Вольденга       | 22 июня 1941 — 10 июня 1942 года      | назначен командиром Fliegerführer Balkan                   |
| оберст-лейтенант Эдуард Нойман | 10 июня 1942 — 22 апреля 1943 года    | назначен в штаб General der Jagdflieger                    |
| оберст-лейтенант Густав Рёдель | 22 апреля 1943 — 29 декабря 1944 года | назначен в штаб 2. Jagd-Division, позже стал её командиром |
| майор Людвиг Францискет        | 30 декабря 1944 — 8 мая 1945 года     |                                                            |

### Gruppenkommandeure I./JG27 (командиры группы I./JG27)
| командующий                           | период                              | примечания                  |
| ------------------------------------- | ----------------------------------- | --------------------------- |
| гауптман Гельмут Ригель               | 1 октября 1939 — 20 июля 1940 года  | погиб                       |
| майор Эдуард Нойман                   | июль 1940 — 10 июня 1942 года       | назначен командиром эскадры |
| гауптман Герхард Хомут                | 10 июня — ноябрь 1942 года          |                             |
| гауптман Генрих Зетц                  | 12 ноября 1942 — 13 марта 1943 года | погиб                       |
| и. о. гауптман Ганс-Йоахим Хайнеке    | 17 марта — 7 апреля 1943 года       |                             |
| гауптман Эрих Хохаген                 | 7 апреля — 1 июня 1943 года         | ранен                       |
| и. о. гауптман Ганс Реммер            | 1 июня — 15 июля 1943 года          |                             |
| гауптман Людвиг Францискет            | 15 июля 1943 — 12 мая 1944 года     | ранен                       |
| и. о. гауптман Ганс Реммер            | март — 2 апреля 1944 года           | погиб                       |
| и. о. гауптман Вальтер Блюме          | 3 апреля — апрель 1944 года         |                             |
| гауптман Эрнст Бёрнген                | 13 — 19 мая 1944 года               | ранен                       |
| майор Карл-Вольфганг Редлих           | 19 — 29 мая 1944 года               | погиб                       |
| гауптман Вальтер Блюме                | 29 мая — 11 июня 1944 года          |                             |
| гауптман Рудольф Зиннер               | 12 июня — 30 июля 1944 года         |                             |
| и. о. гауптман Зигфрид Лукенбах       | 30 июля — 15 августа 1944 года      |                             |
| гауптман Дитхельм фон Эйхель-Штрейбер | 25 августа — 30 ноября 1944 года    |                             |
| гауптман Йоханнес Ноймайер            | 1 — 11 декабря 1944 года            | погиб                       |
| и. о. гауптман Шюллер                 | 11 — 22 декабря 1944 года           |                             |
| гауптман Эберхард Шаде                | 22 декабря — 1 марта 1945 года      | погиб                       |
| и.о гауптман Буххольц                 | 1 марта — 3 апреля 1945 года        |                             |
| гауптман Эмиль Клод                   | 3 апреля — 8 мая 1945 года          |                             |

### Gruppenkommandeure II./JG27 (командиры группы II./JG27)
| командующий                        | период                               | примечания                     |
| ---------------------------------- | ------------------------------------ | ------------------------------ |
| гауптман Эрих фон Зелле            | 3 января — 6 февраля 1940 года       | назначен командиром II./JG3    |
| гауптман Вальтер Андрес            | 6 февраля — 30 сентября 1940 года    | серьёзно ранен в бою 8 августа |
| и. о. гауптман Эрнст Дюльберг      | 8 августа — 4 сентября 1940 года     |                                |
| и. о. гауптман Вольфганг Липперт   | 4 — 30 сентября 1940 года            |                                |
| гауптман Вольфганг Липперт         | 1 октября 1940 — 23 ноября 1941 года | погиб                          |
| и. о. обер-лейтенант Густав Рёдель | 23 ноября — 25 декабря 1941 года     |                                |
| гауптман Эрих Герлитц              | 25 декабря 1941 — 20 мая 1942 года   | назначен командиром III./JG53  |
| гауптман Густав Рёдель             | 20 мая 1942 — 20 апреля 1943 года    | назначен командиром эскадры    |
| гауптман Вернер Шроер              | 20 апреля 1943 — 13 марта 1944 года  | назначен командиром III./JG54  |
| гауптман Фриц Келлер               | 14 марта — 17 декабря 1944 года      | ранен                          |
| гауптман Герберт Куча              | декабрь 1944 — 20 января 1945 года   | ранен                          |
| и. о. обер-лейтенант Антон Вёффен  | 3 — 20 января 1945 года              |                                |
| гауптман Герхард Хойер             | 21 — 21 января 1945 года             | погиб                          |
| гауптман Фриц Келлер               | январь 1945 — 8 мая 1945 года        |                                |

### Gruppenkommandeure III./JG27 (командиры группы III./JG27)
| командующий                        | период                                  | примечания                            |
| ---------------------------------- | --------------------------------------- | ------------------------------------- |
| гауптман Йоахим Шлихтинг           | 9 июля — 6 сентября 1940 года           | попал в плен                          |
| гауптман Макс Добислав             | 7 сентября 1940 — 30 сентября 1941 года | назначен главным инструктором в JFS 1 |
| гауптман Эрхард Брауне             | 1 октября 1941 — 11 октября 1942 года   | назначен в штаб XI. Fliegerkorps      |
| гауптман Эрнст Дюльберг            | 11 октября 1942 — 30 сентября 1944 года | назначен командиром JG76              |
| и. о. обер-лейтенант Франц Штиглер | 1 — 7 октября 1944 года                 |                                       |
| гауптман Петер Верфт               | октябрь 1944 — 7 мая 1945 года          |                                       |
| и. о. обер-лейтенант Эмиль Клод    | февраль — 3 апреля 1945 года            |                                       |

### Gruppenkommandeure IV./JG27 (командиры группы IV./JG27)
| командующий                         | период                            | примечания                   |
| ----------------------------------- | --------------------------------- | ---------------------------- |
| гауптман Рудольф Зиннер             | июнь — 13 сентября 1943 года      | назначен командиром IV./JG54 |
| и. о. обер-лейтенант Дитрих Бёльзер | сентябрь — 10 октября 1943 года   | погиб                        |
| и. о. обер-лейтенант Альфред Бурк   | октябрь — 18 октября 1943 года    |                              |
| гауптман Иоахим Киршнер             | 19 октября — 17 декабря 1943 года | погиб                        |
| гауптман Отто Мейер                 | декабрь 1943 — 12 июля 1944 года  | пропал без вести (погиб)     |
| гауптман Ганс-Гейнц Дудек           | июль 1944 — 1 января 1945 года    | попал в плен                 |
| гауптман Эрнст-Вильгельм Рейнерт    | 2 января — 23 марта 1945 года     |                              |

## Кавалеры Рыцарского креста награждённые в JG 27
| дата                  | звание           | имя                     | часть     |     | кол-во | примечания               |
| --------------------- | ---------------- | ----------------------- | --------- | --- | ------ | ------------------------ |
| 14 июня 1940 года     | гауптман         | Вильгельм Бальтазар     | 1./JG1    | РК  | 23     |                          |
| 22 августа 1940 года  | оберст           | Макс Ибель              | JG27      | РК  | 0      | за командование эскадрой |
| 24 сентября 1940 года | гауптман         | Вольфганг Липперт       | II./JG27  | РК  | 12     |                          |
| 14 декабря 1940 года  | гауптман         | Йоахим Шлихтинг         | III./JG27 | РК  | 3      | награждён в плену        |
| 14 июня 1941 года     | обер-лейтенант   | Герхард Хомут           | 3./JG27   | РК  | 22     |                          |
| 22 июня 1941 года     | обер-лейтенант   | Густав Рёдель           | 4./JG27   | РК  | 20     |                          |
| 5 июля 1941 года      | майор            | Бернхард Волденга       | JG27      | РК  | 1      |                          |
| 9 июля 1941 года      | обер-лейтенант   | Карл-Вольфганг Редлих   | 1./JG27   | РК  | 21     |                          |
| 20 июля 1941 года     | обер-лейтенант   | Людвиг Францискет       | I./JG27   | РК  | 22     |                          |
| 30 июля 1941 года     | обер-лейтенант   | Эрбо граф фон Кагенек   | 9./JG27   | РК  | 37     |                          |
| 26 октября 1941 года  | обер-лейтенант   | Эрбо граф фон Кагенек   | 9./JG27   | ДРК | 65     |                          |
| 22 февраля 1942 года  | лейтенант        | Ханс-Йоахим Марсель     | 3./JG27   | РК  | 50     |                          |
| 22 февраля 1942 года  | обер-фельдфебель | Отто Шульц              | 4./JG27   | РК  | 44     |                          |
| 6 июня 1942 года      | обер-лейтенант   | Ханс-Йоахим Марсель     | 3./JG27   | ДРК | 75     |                          |
| 18 июня 1942 года     | обер-лейтенант   | Ханс-Йоахим Марсель     | 3./JG27   | МРК | 101    |                          |
| 20 августа 1942 года  | лейтенант        | Ганс-Арнольд Штальшмидт | 2./JG27   | РК  | 47     |                          |
| 2 сентября 1942 года  | гауптман         | Ханс-Йоахим Марсель     | 3./JG27   | БРК | 126    |                          |
| 6 сентября 1942 года  | лейтенант        | Фридрих Кёрнер          | 2./JG27   | РК  | 44     |                          |
| 20 октября 1942 года  | лейтенант        | Вернер Шроер            | 8./JG27   | РК  | 49     |                          |
| 3 ноября 1942 года    | фельдфебель      | Гюнтер Штейнхаузен      | 1./JG27   | РК  | 40     | посмертно                |
| 30 декабря 1942 года  | лейтенант        | Карл-Гейнц Бендерт      | 5./JG27   | РК  | 42     |                          |
| 20 июня 1943 года     | майор            | Густав Рёдель           | JG27      | ДРК | 78     |                          |
| 2 августа 1943 года   | гауптман         | Вернер Шроер            | II./JG27  | ДРК | 84     |                          |
| 31 августа 1943 года  | обер-лейтенант   | Вольф-Удо Эттель        | 8./JG27   | ДРК | 124    | посмертно                |
| 22 ноября 1943 года   | лейтенант        | Вилли Кинтч             | 6./JG27   | РК  | 43     |                          |
| 3 января 1944 года    | обер-лейтенант   | Ганс-Арнольд Штальшмидт | 2./JG27   | ДРК | 59     | посмертно                |
| 30 июня 1944 года     | гауптман         | Ганс Реммер             | I./JG27   | РК  | 26     | посмертно                |
| 20 июля 1944 года     | обер-лейтенант   | Вилли Кинтч             | 6./JG27   | ДРК | 52     | посмертно                |
| 3 августа 1944 года   | майор            | Эрнст Бёрнген           | I./JG27   | РК  | 38     |                          |
| 20 августа 1944 года  | майор            | Эрнст Дюльберг          | III./JG27 | РК  | 37     |                          |
| 28 января 1945 года   | лейтенант        | Фриц Громотка           | 9./JG27   | РК  | 29     |                          |
| 1 февраля 1945 года   | обер-лейтенант   | Эрнст-Вильгельм Рейнерт | IV./JG27  | МРК | 174    |                          |
| 1 февраля 1945 года   | гауптман         | Герберт Шрамм           | 5./JG27   | ДРК | 42     | посмертно                |
| 22 февраля 1945 года  | гауптман         | Петер Верфт             | III./JG27 | РК  | 26     |                          |

Легенда:
- дата — дата награждения
- звание — звание награждаемого
- имя — имя награждаемого
- часть — подразделение, где служил
- кол-во — количество побед на момент награждения
- РК — рыцарский крест
- ДРК — рыцарский крест с дубовыми листьями
- МРК — рыцарский крест с дубовыми листьями и мечами
- БРК — рыцарский крест с дубовыми листьями, мечами и бриллиантами

## Победы и потери
За годы Второй мировой войны пилоты эскадры одержали 3142 официальные победы, потеряв убитыми и ранеными 725 человек:
| Часть     | Победы | Потери |
| --------- | ------ | ------ |
| Stab JG27 | 82     | 12     |
| I./JG27   | 989    | 180    |
| II./JG27  | 962    | 234    |
| III./JG27 | 851    | 173    |
| IV./JG27  | 258    | 126    |
| Всего     | 3142   | 725    |